# Генетически модифицированный организм
Генети́чески модифици́рованный органи́зм (ГМО) — организм, генотип которого был искусственно изменён при помощи методов генной инженерии. Это определение может применяться для растений, животных и микроорганизмов.
Всемирная организация здравоохранения даёт более узкое определение, согласно которому генетически модифицированные организмы — это организмы, чей генетический материал (ДНК) был изменен, причём такие изменения были бы невозможны в природе в результате размножения или естественной рекомбинации.
Генетические изменения, как правило, производятся в научных или хозяйственных целях. Генетическая модификация отличается целенаправленным изменением генотипа организма в отличие от случайного, характерного для естественного и искусственного мутационного процесса.
Основным видом генетической модификации в настоящее время является использование трансгенов для создания трансгенных организмов.
Много возражений было высказано в отношении разработки ГМО, особенно их коммерциализации. Многие из них связаны с ГМ-культурами, а также с тем, безопасны ли продукты, произведенные из них, и какое влияние их выращивание окажет на окружающую среду. Другими проблемами являются объективность и строгость регулирующих органов, загрязнение не генетически модифицированных продуктов питания, контроль над поставками продуктов питания, патентование жизни и использование прав интеллектуальной собственности. Хотя существует научный консенсус в отношении того, что имеющиеся в настоящее время продукты питания, полученные из ГМ-культур, не представляют большего риска для здоровья человека, чем обычные продукты питания, ГМ-безопасность пищевых продуктов является главной проблемой для критиков. Поток генов, воздействие на нецелевые организмы и миграция растений являются основными проблемами окружающей среды. Страны приняли меры регулирования для решения этих проблем. Существуют различия в регулировании высвобождения ГМО между странами, причем некоторые из наиболее заметных различий происходят между США и Европой. Один из ключевых вопросов, касающихся регуляторов, заключается в том, следует ли маркировать ГМ пищу и статус организмов с отредактированными генами.
В сельском хозяйстве и пищевой промышленности под ГМО подразумеваются только организмы, модифицированные внесением в их геном одного или нескольких трансгенов.

## Определение
Что представляет собой генетически модифицированный организм (ГМО), не всегда понятно и может широко варьироваться. В самом широком смысле оно может включать всё, что имеет изменённые гены, в том числе природное[проверить перевод]. Принимая менее широкий взгляд, термин может охватывать каждый организм, чьи гены были изменены людьми, включая все сельскохозяйственные культуры и домашний скот. В 1993 году Британская энциклопедия определила генную инженерию как «любой из широкого спектра методов … среди которых искусственное осеменение, экстракорпоральное оплодотворение, банк спермы, клонирование и манипулирование генами». Европейский союз (ЕС) включил аналогичное широкое определение в ранние обзоры, в частности, упомянув ГМО, производимые с помощью «селекционного разведения и других средств искусственного отбора». Позже они исключили традиционное разведение, экстракорпоральное оплодотворение, индукцию полиплоидии, мутагенеза и методы слияния клеток, в которых не используются рекомбинантные нуклеиновые кислоты или генетически модифицированный организм.
Более узкое определение, предоставленное Продовольственной и сельскохозяйственной организацией ООН, Всемирной организацией здравоохранения и Европейской комиссией, гласит, что организмы должны быть изменены таким образом, чтобы «не происходило естественным путем в результате спаривания и / или естественной рекомбинации.» Есть примеры культур, которые соответствуют этому определению, но обычно не считаются ГМО. Например, тритикале зерновых культур было полностью разработано в лаборатории в 1930 году с использованием различных методов для изменения его генома. Картахенский протокол по биобезопасности в 2000 году использовал синоним живого измененного организма и определил его как «любой живой организм, обладающий новой комбинацией генетического материала, полученного с использованием современной биотехнологии.»
Генно-инженерный организм (ГЕО) можно считать более точным термином по сравнению с ГМО при описании геномов организмов, которыми непосредственно манипулировали с помощью биотехнологии. Термин ГМО изначально не использовался учеными для описания генно-инженерных организмов до тех пор, пока использование ГМО не стало распространённым явлением в популярных СМИ. Министерство сельского хозяйства США (USDA) считает, что ГМО — это растения или животные с наследственными изменениями, внесёнными генной инженерией или традиционными методами, в то время как GEO конкретно относится к организмам с генами, введёнными, уничтоженными или перегруппированными с использованием молекулярной биологии, в частности методов рекомбинантной ДНК, такие как трансгенез.
Определения фокусируются на процессе больше, чем на продукте, что означает, что могут быть ГМО и не ГМО с очень похожими генотипами и фенотипами. Это привело к тому, что ученые назвали ее категорией, не имеющей научного смысла, заявив, что невозможно объединить все различные типы ГМО под одним общим определением. Это также вызвало проблемы для органических организаций и групп, которые хотят запретить ГМО. Это также создает проблемы по мере развития новых процессов. Нынешние определения появились до того, как редактирование генома стало популярным, и существует некоторая путаница относительно того, являются ли они ГМО. ЕС постановил, что они меняют свое определение ГМО, чтобы включить «организмы, полученные путем мутагенеза.»

## Цели создания ГМО
Продовольственная и сельскохозяйственная организация ООН (FAO) рассматривает использование методов генетической инженерии для создания трансгенных сортов растений либо других организмов как неотъемлемую часть сельскохозяйственной биотехнологии. Прямой перенос генов, отвечающих за полезные признаки, является естественным развитием работ по селекции животных и растений, расширивших возможности селекционеров в части управляемости процесса создания новых сортов и расширения его возможностей, в частности, передачи полезных признаков между нескрещивающимися видами.
Использование как отдельных генов различных видов, так и их комбинаций в создании новых трансгенных сортов и линий является частью стратегии FAO по характеризации, сохранению и использованию генетических ресурсов в сельском хозяйстве и пищевой промышленности.
Исследование 2012 года (основанное в том числе на отчётах компаний-производителей семян) использования трансгенных сои, кукурузы, хлопка и канолы в 1996—2011 годах показало, что устойчивые к гербицидам культуры оказываются более дешёвыми в выращивании и в ряде случаев более урожайными. Культуры, содержащие инсектицид, давали больший урожай, особенно в развивающихся странах, где использовавшиеся до этого пестициды были малоэффективными. Также устойчивые к насекомым культуры оказывались более дешёвыми в выращивании в развитых странах. По данным метаанализа, проведённого в 2014 году, урожайность ГМО-сельхозкультур за счёт снижения потерь от вредителей на 21,6 % выше, чем у немодифицированных, при этом расход пестицидов ниже на 36,9 %, затраты на пестициды снижаются на 39,2 %, а доходы сельхозпроизводителей повышаются на 68,2 %.

## Методы создания ГМО
Основные этапы создания ГМО:
1. Получение изолированного гена.
2. Введение гена в вектор для переноса в организм.
3. Перенос вектора с геном в модифицируемый организм.
4. Преобразование клеток организма.
5. Отбор генетически модифицированных организмов и устранение тех, которые не были успешно модифицированы.

Методы осуществления каждого из этих этапов составляют в совокупности методы генетической инженерии.
Процесс синтеза генов в настоящее время разработан очень хорошо и даже в значительной степени автоматизирован. Существуют специальные аппараты, снабжённые ЭВМ, в памяти которых закладывают программы синтеза различных нуклеотидных последовательностей. Такой аппарат синтезирует отрезки ДНК длиной до 100—120 азотистых оснований (олигонуклеотиды).
Чтобы встроить ген в вектор, используют ферменты — рестриктазы и лигазы. С помощью рестриктаз ген и вектор можно разрезать на кусочки. С помощью лигаз такие кусочки можно «склеивать», соединять в иной комбинации, конструируя новый ген или заключая его в вектор.
Техника введения генов в бактерии была разработана после того, как Фредерик Гриффит открыл явление бактериальной трансформации. В основе этого явления лежит примитивный половой процесс, который у бактерий сопровождается обменом небольшими фрагментами нехромосомной ДНК, плазмидами. Плазмидные технологии легли в основу введения искусственных генов в бактериальные клетки. Популярными методами введения вектора в клетку растений является использование почвенной бактерии Agrobacterium tumefaciens или генной пушки. Для генетической инженерии животных используют трансфекцию, вектора, на основе ретровирусов и другие методы.
Если модификации подвергаются одноклеточные организмы или культуры клеток многоклеточных, то на этом этапе начинается клонирование, то есть отбор тех организмов и их потомков (клонов), которые подверглись модификации. Когда же поставлена задача получить многоклеточные организмы, то клетки с изменённым генотипом используют для вегетативного размножения растений или вводят в бластоцисты суррогатной матери, когда речь идёт о животных. В результате рождаются детёныши с изменённым или неизменным генотипом, среди которых отбирают и скрещивают между собой только те, которые проявляют ожидаемые изменения.

## Применение

### В исследованиях
В настоящее время генетически модифицированные организмы широко используются в фундаментальных и прикладных научных исследованиях. С помощью генно-модифицированных организмов исследуются закономерности развития некоторых заболеваний (болезнь Альцгеймера, рак), процессы старения и регенерации, изучается функционирование нервной системы, решается ряд других актуальных проблем биологии и современной медицины.

### В медицине и фармацевтической промышленности
Генетически модифицированные организмы используются в прикладной медицине с 1982 года. В этом году зарегистрирован в качестве лекарства генно-инженерный человеческий инсулин, получаемый с помощью генетически модифицированных бактерий. В настоящее время фармацевтическая промышленность выпускает большое количество лекарственных средств на основе рекомбинантных белков человека: такие белки производят генетически модифицированные микроорганизмы, либо генетически модифицированные клеточные линии животных. Генетическая модификация в данном случае заключается в том, что в клетку интродуцируется ген белка человека (например, ген инсулина, ген интерферона, ген бета-фоллитропина). Эта технология позволяет выделять белки не из донорской крови, а из ГМ-организмов, что снижает риск инфицирования препаратов и повышает чистоту выделенных белков. Ведутся работы по созданию генетически модифицированных растений, продуцирующих компоненты вакцин и лекарств против опасных инфекций (чумы, ВИЧ). На стадии клинических испытаний находится проинсулин, полученный из генетически модифицированного сафлора. Успешно прошло испытания и одобрено к использованию лекарство против тромбозов на основе белка из молока трансгенных коз.
Бурно развивается новая отрасль медицины — генотерапия. В её основе лежат принципы сходные с использующимися при создании ГМО, но в качестве объекта модификации выступает геном соматических клеток человека. В настоящее время генотерапия — один из главных методов лечения некоторых заболеваний. Так, уже в 1999 году каждый четвёртый ребёнок, страдающий SCID, лечился с помощью генной терапии. Генотерапию, кроме использования в лечении, предлагают также использовать для замедления процессов старения.

### В сельском хозяйстве
Генная инженерия используется для создания новых сортов растений, устойчивых к неблагоприятным условиям среды и вредителям, обладающих лучшими ростовыми и вкусовыми качествами.
Проходят испытания генетически модифицированные сорта лесных пород со значительным содержанием целлюлозы в древесине и быстрым ростом.
Однако некоторые компании устанавливают ограничения на использование продаваемых ими генетически модифицированных семян, запрещая высеивание самостоятельно полученных семян. Для этого используются юридические ограничения типа контрактов, патентов или лицензирования семян. Также для подобных ограничений одно время прорабатывались технологии ограничительные технологии (GURT), которые так и не использовались в коммерчески доступных ГМ-линиях. Технологии GURT либо делают стерильным выращенные семена (V-GURT), либо требуют особых химических веществ для проявления внесённого с помощью модификации свойства (T-GURT). При этом в сельском хозяйстве широко применяются гибриды F1, которые, как и ГМО-сорта, требуют ежегодной закупки семенного материала. Некоторые продукты содержат ген, приводящий к стерильности пыльцы, например, ген барназы, полученный из бактерии Bacillus amyloliquefaciens.
С 1996 года, когда началось выращивание ГМ-растений, площади, занятые ГМ-культурами, выросли до 175 млн гектаров в 2013 году (более 11 % от всех мировых посевных площадей).
Такие растения выращиваются в 27 странах, особенно широко — в США, Бразилии, Аргентине, Канаде, Индии, Китае, при этом, начиная с 2012 года, производство ГМ-сортов развивающимися странами превысило производство в промышленно развитых государствах.
Из 18 миллионов фермерских хозяйств, выращивающих ГМ-культуры, более 90 % приходится на малые хозяйства в развивающихся странах.
На 2013 год в 36 странах, регулирующих использование ГМ-культур, было выдано 2833 разрешения на использование таких культур, из них 1321 — для употребления в пищу, и 918 — на корм скоту. Всего на рынок допущено 27 ГМ-культур (336 сортов), основными культурами являются: соя, кукуруза, хлопок, канола, картофель.
Из применяемых ГМ-культур подавляющее большинство площадей занимают культуры, устойчивые к гербицидам, насекомым-вредителям или культуры с комбинацией этих свойств.

### В животноводстве
Методом генного редактирования удалось создать свиней, которые потенциально устойчивы к африканской свиной чуме. Изменение пяти «букв» в коде ДНК гена RELA у выращиваемых на фермах животных позволило получить вариант гена, который, предположительно, защищает их диких сородичей: бородавочников и кустарниковых свиней от этого заболевания.

### Другие направления

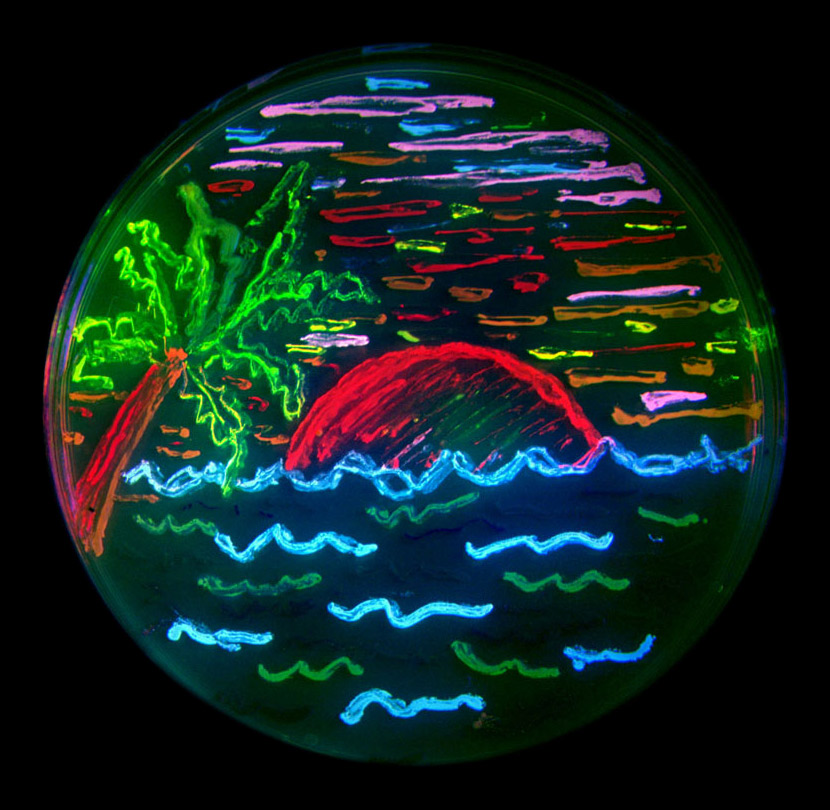
Это художественное произведение сделано при помощи бактерий, модифицированных для экспрессии 8 различных цветов флуоресцентных белков

Разрабатываются генетически модифицированные бактерии, способные производить экологически чистое топливо.
В 2003 году на рынке появилась GloFish — первый генетически модифицированный организм, созданный с эстетическими целями, и первое домашнее животное такого рода. Благодаря генной инженерии популярная аквариумная рыбка Данио рерио получила несколько ярких флуоресцентных цветов.
В 2009 году выходит в продажу ГМ-сорт розы «Applause» с цветами «синего цвета» (на самом деле они сиреневые).

## Безопасность
Не было зарегистрировано никаких сообщений о вредных эффектах в человеческой популяции от генетически модифицированных продуктов питания.
Существует научный консенсус, что имеющиеся в настоящее время продукты питания, полученные из ГМ-культур, не представляют большего риска для здоровья человека, чем обычные продукты питания, но каждый ГМ-продукт необходимо тестировать в каждом конкретном случае до его введения.
Появившаяся в начале 1970-х годов технология рекомбинантных ДНК (en:Recombinant DNA) открыла возможность получения организмов, содержащих инородные гены (генетически модифицированных организмов). Это вызвало обеспокоенность общественности и положило начало дискуссии о безопасности подобных манипуляций.
В 1974 году в США была создана комиссия из ведущих исследователей в области молекулярной биологии для исследования этого вопроса. В трёх наиболее известных научных журналах (Science, Nature, Proceedings of the National Academy of Sciences) было опубликовано так называемое «письмо Берга», которое призывало учёных временно воздержаться от экспериментов в этой области.
В 1975 году прошла Асиломарская конференция, на которой биологами обсуждались возможные риски, связанные с созданием ГМО.
В 1976 году Национальным институтом здоровья (США) была разработана система правил, строго регламентировавшая проведение работ с рекомбинантными ДНК. К началу 1980-х годов правила были пересмотрены в сторону смягчения.
В начале 1980-х годов в США были получены первые линии ГМО, предназначенные для коммерческого использования. Правительственными организациями, такими как NIH (Национальный институт здоровья) и FDA (Управление по контролю за качеством пищевых продуктов, медикаментов и косметических средств), была проведена всесторонняя проверка этих линий. После того, как была доказана безопасность их применения, эти линии организмов получили допуск на рынок.
Первым документом, которым регулировалась деятельность по производству и обращению с гмо-материалами на территории Евросоюза стала Директива 90/219/ЕЕС «Об ограниченном использовании генетически изменённых микроорганизмов».
На вопрос о безопасности продуктов из генетически модифицированных организмов Всемирная организация здравоохранения отвечает о невозможности общих утверждений об опасности или безопасности таких продуктов, но о необходимости отдельной оценки в каждом случае, так как разные генетически модифицированные организмы содержат разные гены. Также ВОЗ считает, что доступные на международном рынке ГМ-продукты проходят проверки безопасности и употреблялись в пищу популяциями целых стран без отмеченных эффектов, и соответственно вряд ли могут представлять опасность для здоровья.
В настоящее время специалистами получены научные данные об отсутствии повышенной опасности продуктов из генетически модифицированных организмов в сравнении с продуктами, полученными из организмов, выведенных традиционными методами. Как отмечается в докладе 2010 года Генерального Директората Европейской комиссии по науке и информации:

Главный вывод, вытекающий из усилий более чем 130 научно-исследовательских проектов, охватывающих 25 лет исследований и проведённых с участием более чем 500 независимых исследовательских групп, состоит в том, что биотехнологии и, в частности, ГМО как таковые не более опасны, чем, например, традиционные технологии селекции растений
В 2012 году в журнале Nature была опубликована статья о долгосрочном использовании ГМ-культур, производящих инсектицидные белки, и не требующих дополнительной обработки инсектицидами. Это естественным образом увеличивало популяцию хищных насекомых, и значительно сокращало число вредных насекомых.
В 2014 году был выпущен метаанализ 147 исследований, посвящённых воздействию ГМО на сельское хозяйство. Среди прочих достоинств, авторы отмечают, что выращивание ГМ-культур, вместо традиционных, в среднем сокращает использование пестицидов на 37 %.
Обзор 1783 публикаций на тему ГМО с выводом: никаких особенных рисков они не несут.

## Регулирование в России
В некоторых странах создание, производство, применение продукции с использованием ГМО подлежит государственному регулированию. В том числе и в России, где исследовано и одобрено к применению несколько видов трансгенных продуктов.
До 2014 года в России ГМО можно было выращивать только на опытных участках, был разрешён ввоз некоторых сортов (не семян) кукурузы, картофеля, сои, риса и сахарной свёклы (всего 22 линии растений). С 1 июля 2014 г. должно было вступить в силу Постановление Правительства Российской Федерации от 23 сентября 2013 г. № 839 «О государственной регистрации генно-инженерно-модифицированных организмов, предназначенных для выпуска в окружающую среду, а также продукции, полученной с применением таких организмов или содержащей такие организмы». 16 июня 2014 года Правительством РФ принято постановление № 548 о переносе срока вступления в силу постановления № 839 на 3 года, то есть на 1 июля 2017 года.
В феврале 2015 года в Госдуму внесен законопроект о запрете на выращивание ГМО в России, который был принят в первом чтении в апреле 2015. Запрет не касается использования генно-модифицированных организмов (ГМО) для проведения экспертиз и научно-исследовательских работ. Согласно законопроекту, правительство сможет запрещать ввоз в Россию генно-модифицированных организмов и продукции по результатам мониторинга их воздействия на человека и окружающую среду. Импортёры генно-модифицированных организмов и продукции будут обязаны пройти регистрационные процедуры. За использование ГМО с нарушением разрешённого вида и условий использования предусматривается административная ответственность: штраф на должностных лиц предлагается установить в размере от 10 тысяч до 50 тысяч рублей; на юридических лиц — от 100 до 500 тысяч рублей.
Список ГМО, одобренных в России для использования, в том числе в качестве пищи населением:
- Соя (Линии)
  - А2704-12 (Авентис КропСайнс, устойчивость к глюфосинату аммония)
  - А5547-127 (Авентис КропСайнс, устойчивость к глюфосинату аммония)
  - CV127 (BASF, устойчивость к гербициду imidazolinone)
  - GTS 40-3-2 (Монсанто, устойчивость к глифосату)
  - MON89788 (Монсанто, устойчивость к глифосату)
- Картофель
  - Сорт Russet Burbank Newleaf, (Монсанто, устойчивость к колорадскому жуку, 2000—2007)
  - Сорт Superior Newleaf, (Монсанто, устойчивость к колорадскому жуку, 2000—2008)
  - «Елизавета+ 2904/1 kgs», «Луговской+ 1210 amk» (Центр «Биоинженерия» РАН, Россия; Cry-токсины и метаболизм антибиотиков неомицин и канамицин)[94]
- Кукуруза
  - Линия 3272 (Сингента)
  - Линия Bt11 (Сингента Сидс, устойчивость к зерновому точильщику[англ.] и глюфосинату аммония)
  - Линия GA 21 (Монсанто, устойчивость к глифосату)
  - Линия MIR 162 (Сингента)
  - Линия MIR 604 (Сингента)
  - Линия MON 810 (Монсанто, устойчивость к стеблевому мотыльку)
  - Линия MON 863 (Монсанто, устойчивость к Диабротике)
  - Линия MON 88017 (Монсанто)
  - Линия NK-603 (Монсанто, устойчивость к глифосату)
  - Линия Т-25 (Авентис КропСайнс, устойчивость к глюфосинату аммония)
- Рис
  - Линия LL 62 (Баер КропСайнс, устойчивость к глюфосинату аммония)
- Сахарная свёкла
  - Линия H7-1 (Монсанто, устойчивость к глифосату)
  - Линия 77 (Сингента Сидс и Монсанто, устойчивость к глифосату, 2001—2006)

## Общественное мнение
Как показывают опросы общественного мнения, общество в целом не слишком осведомлено об основах биотехнологии. Большинство верит утверждениям типа: Обычные томаты не содержат генов, в отличие от трансгенных томатов.
По мнению молекулярного биолога Энн Гловер, противники ГМО страдают «формой умственного помешательства». Выражения Э. Гловер привели к её отставке с поста главного научного консультанта Европейской комиссии.
В 2016 году более 120 нобелевских лауреатов (большинство из которых медики, биологи и химики) подписали письмо с призывом к Greenpeace, Организации Объединённых Наций и правительствам всего мира прекратить борьбу с генетически модифицированными организмами.

## ГМО и религия
В соответствии с заключением иудаистского Ортодоксального союза, генетические модификации не влияют на кошерность продукта.
По мнению Исламского совета юриспруденции (Islamic Jurisprudence Council, IJC)[это что за организация?], продукты, полученные из ГМ-семян, халяльны.
Католическая церковь поддерживает выращивание ГМ-культур. По мнению высших церковных иерархов, ГМ-культуры могут стать решением проблемы мирового голода и бедности.

## Полемика

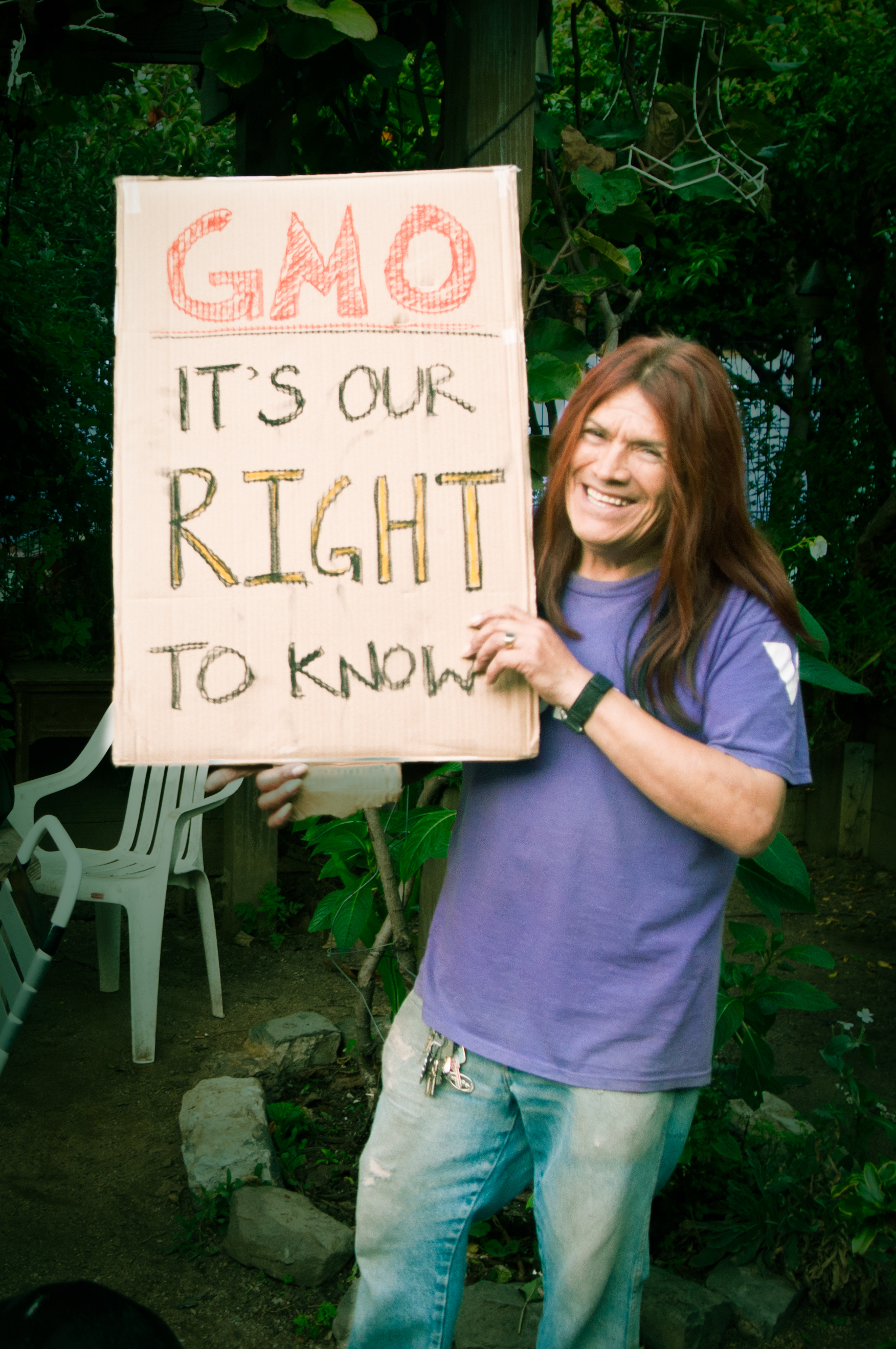
Протестующий, выступающий за маркировку ГМО

Существует спор по поводу ГМО, особенно в отношении их высвобождения за пределами лабораторных условий. В споре участвуют потребители, производители, биотехнологические компании, правительственные регулирующие органы, неправительственные организации и ученые. Многие из этих проблем касаются генетически модифицированных культур и того, безопасна ли пища, полученная из них, и какое влияние их выращивание окажет на окружающую среду. Эти противоречия привели к судебным процессам, международным торговым спорам и протестам, а также к ограничительному регулированию коммерческих продуктов в некоторых странах.
Существует научный консенсус, что имеющиеся в настоящее время продукты питания, полученные из ГМ-культур, не представляют большего риска для здоровья человека, чем обычные продукты питания, но каждый ГМ-продукт необходимо тестировать в каждом конкретном случае до его введения. Тем не менее, представители общественности гораздо реже, чем ученые, воспринимают генетически модифицированные продукты как безопасные. Правовой и нормативный статус генетически модифицированных пищевых продуктов варьируется в зависимости от страны: некоторые страны запрещают или ограничивают их, а другие разрешают их с различными степенями регулирования.